# Johan Adolf Sondén
Johan Adolf Sondén, föddes 22 december 1755 i Linköpings församling, Östergötlands län, död 1 januari 1838 i Regna församling, Östergötlands län, var en svensk präst.

## Biografi
Johan Adolf Sondén föddes 1755 i Linköpings församling. Han var son till apologisten Sondén. Sondén studerade i Linköping och var 1775–1776 furir vid Änkedrottningens livregemente på Sveaborg. Han blev höstterminen 1779 student vid Uppsala universitet och prästvigdes 22 september 1782 till pastorsadjunkt i Landeryds församling. Sondén blev 21 juni 1788 komminister i församlingen, tillträde 1789 och avlade pastoralexamen 29 november 1792. Han blev vikarierande pastor 3 september 1800 i församlingen och var opponens vid prästmötet 1802. Sondén blev 7 februari 1810 kyrkoherde i Regna församling, tillträde 1811 och utnämndes 16 november 1822 till prost. Han avled 1838 i Regna församling.

### Familj
Sondén gifte sig första gången 4 maj 1790 med Anna Catharina Kernell (1768–1835), dotter till kyrkoherden Pehr Danielsson Kernell i Åsbo församling och Anna Gråsten. De fick tillsammans barnen Anna Lisa Sondén (1791–1791), komministern Per Adolf Sondén i Klara församling, Anna Elisabeth Sondén (1794–1890) som var gift med bruksinspektoren David Malmqvist på Börgöls bruk i Risinge socken, inspektoren Sven Daniel Sondén (1796–1855) på Reijmyre glasbruk, Carl Ulric Sondén (1800–1802), medicinalrådet Carl Ulrik Sondén (1802–1875), Johan Gabriel Sondén (1804–1807) och kyrkoherden Anders Fredrik Sondén i Kvillinge församling.
Sondén gifte sig andra gången 12 maj 1836 med Carolina Maria Falk (1814–1875), dotter till komministern Carl Gustaf Falk i Västra Stenby församling. Efter Sondéns död gifte Falk om sig med kyrkoherden Per Olof Moberger i Västerlösa församling.